# Maria Plum
Maria Plum (* 15. Februar 1894 in Berlin; † 6. Juli 1962 in Titisee-Neustadt) war die erste niedergelassene Rechtsanwältin in Freiburg und erhielt als erste Frau die Ehrensenatorenwürde der Universität Freiburg.

## Leben
Maria Plum schloss das Lyzeum mit der Mittleren Reife ab. Nach einem Jahr in Belgien, wo sie ihre Französischkenntnisse vertiefte, besuchte sie für ein Jahr die Handelsschule der Korporation der Kaufmannschaft Berlin und trat dann in die von ihrem Vater gegründete Chemiefabrik ein. Sie übernahm die Leitung, da der aus Aachen stammende Vater sehr krank war. Als er 1918 starb, wurde die Firma verkauft und Maria Plum beschloss zu studieren. Mit dem aus dem Verkauf stammenden Vermögen mussten allerdings auch die Mutter und die blinde Schwester versorgt werden.
Zunächst bereitet Maria Plum sich an der Handelshochschule in Berlin auf das externe Abitur vor, das sie in Frankfurt ablegte.  Dort begann sie dann 1919  ihr Studium: Jura und Wirtschaftswissenschaften. Sie wechselte nach Berlin und später nach Freiburg.
1923 legte sie die Promotion in Wirtschaftswissenschaften ab. Thema der Arbeit war „Die staatssozialistische Idee in der neueren Sozialdemokratie“.  Ihr juristisches Referendariat absolvierte sie bei der Staatsanwaltschaft, dem Landgericht und der Stadtverwaltung in Freiburg. Da das Referendariat nicht bezahlt wurde, arbeitete sie daneben in einem Rechtsanwaltsbüro und gab Repetitionskurse. Als beste von 35 Kandidaten legte sie im Dezember 1927 ihre zweite juristische Prüfung ab. Ihre eigene Kanzlei eröffnete sie bereits am 15. Januar 1928 und war damit die erste niedergelassene Rechtsanwältin in Freiburg. Die Kanzlei existiert bis heute.
Ihr Betätigungsschwerpunkt lag in der juristischen und wirtschaftlichen Beratung von mittelständischen Unternehmen.
Nach der nationalsozialistischen Machtübernahme wurde Frauen die juristische Ausbildung immer mehr erschwert. Daher unterstützte Maria Plum junge Referendarinnen, indem sie sie inoffiziell in ihrer Kanzlei anstellte. Außerdem half sie jüdischen Emigranten und Emigrantinnen, indem sie sie beim Vermögenstranfer und bei der Beschaffung von Visa unterstützte. Als Folge erhielt sie vom Staat keine Mandate mehr und wurde überwacht und verwarnt. 1933 stellte sie zwei jüdische Referendare in ihrer Kanzlei ein, bis diese eine Anstellung im Ausland fanden.
Maria Plum war ab 1934 Leiterin der Kreisschlichtungsstelle der NS-Frauenschaft. Am 20. Mai 1937 beantragte sie die Aufnahme in die NSDAP und wurde rückwirkend zum 1. Mai desselben Jahres aufgenommen (Mitgliedsnummer 4.715.629). Daher wurde sie 1945 von den Alliierten vorübergehend als Anwältin suspendiert. Ihre Lebensgefährtin Marie Luise Goppel, die auch als Büro-Vorsteherin fungierte, hatte aus Angst vor Verfolgung die Akten vernichtet, die auf die Unterstützung von Juden hindeuteten.
Nach dem Ende des Zweiten Weltkriegs leitete Maria Plum die Kanzlei zusammen mit Karola Fettweis, die später an der Eherechtsreform von 1977 mitarbeitete. Ab 1948 arbeitete auch Tula Huber-Simons als Juristin mit in dem Büro. Damit war die Kanzlei damals die einzige in Deutschland mit drei Juristinnen. Diese als „Löwentruppe“ bezeichnete Arbeitsgemeinschaft organisierte juristische Ausschüsse mit Frauenorganisationen und sozialen Einrichtungen aus Freiburg.  Die Frauen kämpften für die Gleichberechtigung der Frauen, auch indem sie jungen Frauen halfen, im juristischen Bereich tätig zu werden. Dadurch wurde die Kanzlei auch über Freiburg hinaus bekannt.
Ab 1950 war Maria Plum Mitglied in der Ständigen Deputation des Deutschen Juristentags und gehörte dem Universitätsbeirat der Universität Freiburg an. Besonders engagiert war sie im Freiburger Akademikerinnen e.V., dessen Vorsitzende sie jahrelang war.
Sie unterstützte Elisabeth Selbert juristisch dabei, die Aufnahme der Gleichberechtigung von Mann und Frau (Artikel 3) im Grundgesetz durchzusetzen.
Maria Plum kam 1962 bei einem Verkehrsunfall im Schwarzwald ums Leben.

## Ehrungen
Die Universität Freiburg verlieh Maria Plum 1962 die Ehrensenatorenwürde für ihr besonderes gesellschaftliches Engagement. Sie war die erste Frau, der diese Ehrung verliehen wurde.